# Estació d'esquí de Puigbalador
Puigbalador era una estació d'esquí de la comuna de Puigbalador, a la comarca del Capcir, de la Catalunya del Nord.
Està situada a l'oest de la comuna, on ocupa ben bé una tercera part del terme, tota la capçalera del Rec del Monell.
Actualment, i des del 2017, l'estació es troba tancada de manera indefinida. La seva pàgina web és també inactiva.